# Mairie d’Hellemmes
Mairie d’Hellemmes – stacja metra w Lille, położona na linii 1. Znajduje się w Lille, w dzielnicy Hellemmes-Lille i obsługuje urząd dzielnicy.
Została oficjalnie otwarta 25 kwietnia 1983 przez ówczesnego prezydenta Republiki Francuskiej François Mitterranda. Początkowo stacja nazywała się Hellemmes, a obecną nazwę otrzymała w 2017.